# Levittown (Puerto Rico)
Levittown is een plaats (comunidad) in het Amerikaanse unincorporated territory Puerto Rico, en valt bestuurlijk gezien onder gemeente Toa Baja.

## Demografie
Bij de volkstelling in 2000 werd het aantal inwoners vastgesteld op 30.140.

## Geografie
Volgens het United States Census Bureau beslaat de plaats een oppervlakte van
6,6 km², waarvan 5,9 km² land en 0,7 km² water.

## Plaatsen in de nabije omgeving
De onderstaande figuur toont nabijgelegen plaatsen in een straal van 28 km rond Levittown.